# East Palatka
East Palatka és una concentració de població designada pel cens dels Estats Units a l'estat de Florida. Segons el cens del 2000 tenia 1.707 habitants.

## Demografia
Segons el cens del 2000, East Palatka tenia 1.707 habitants, 521 habitatges, i 365 famílies. La densitat de població era de 205,3 habitants/km².
Dels 521 habitatges en un 28,6% hi vivien nens de menys de 18 anys, en un 50,5% hi vivien parelles casades, en un 15,5% dones solteres, i en un 29,9% no eren unitats familiars. En el 25,3% dels habitatges hi vivien persones soles el 12,7% de les quals corresponia a persones de 65 anys o més que vivien soles. El nombre mitjà de persones vivint en cada habitatge era de 2,5 i el nombre mitjà de persones que vivien en cada família era de 2,98.
Per edats la població es repartia de la següent manera: un 18,5% tenia menys de 18 anys, un 8,7% entre 18 i 24, un 36,7% entre 25 i 44, un 21,8% de 45 a 60 i un 14,3% 65 anys o més.
L'edat mediana era de 38 anys. Per cada 100 dones de 18 o més anys hi havia 175,6 homes.
La renda mediana per habitatge era de 37.857 $ i la renda mediana per família de 46.071 $. Els homes tenien una renda mediana de 31.507 $ mentre que les dones 26.250 $. La renda per capita de la població era de 18.478 $. Entorn del 12,6% de les famílies i el 17,4% de la població estaven per davall del llindar de pobresa.

## Poblacions més properes
El següent diagrama mostra les poblacions més properes.